# رأس الجدير
رأس الجدير هو أقصى رؤوس الساحل الشرقي للجمهورية التونسية جنوبًا، وهو على الحدود بين تونس وليبيا.